# 莉娜·廷德爾
莉娜·伊利沙伯·廷德爾（英語：Lena Elizabeth Tindall；2018年6月18日—）是扎拉·廷德爾與邁克·廷德爾的次女，同時是伊利沙伯二世與愛丁堡公爵菲利普親王的第七位曾孫輩。她出生時在英國王位繼承順序中排第19位，現時排名第24位。

## 出生
2018年6月18日，莉娜·伊利沙伯·廷德爾在格洛斯特斯特勞德產科病房（Stroud Maternity Unit）出生，是扎拉·廷德爾與邁克·廷德爾的次女，同時是伊利沙伯二世與愛丁堡公爵菲臘親王的第七位曾孫輩，因此她出生時在英國王位繼承順序中排第19位，現時排名第24位。
2019年3月18日，莉娜在切林頓的聖尼古拉教堂受洗，哈里王子、梅根及伊利沙伯二世出席儀式，當中哈里據報為莉娜的教父。

## 公開露面
2022年6月，莉娜與她的姐姐米婭和其他表親一起參加了白金禧年慶典，並坐在皇家包厢中。這是她首次與王室成員一起參加大型活動。
同年夏天，她與父親及兄弟姐妹在外祖母安妮的莊園參與英國三項賽節（Festival of British Eventing）。
2022年9月，莉娜在伊利沙伯二世的子女為母親進行守靈儀式期間在場。然而，她沒有出席國葬儀式。

## 外部連結
- 莉娜·廷德爾在互联网电影资料库（IMDb）上的資料（英文）

| 莉娜·廷德爾 出生于：2018年6月18日 | 莉娜·廷德爾 出生于：2018年6月18日 | 莉娜·廷德爾 出生于：2018年6月18日 |
| 頭銜繼承順序                      | 頭銜繼承順序                      | 頭銜繼承順序                      |
| --------------------------------- | --------------------------------- | --------------------------------- |
| 前任者： 米婭·廷德爾              | 英國王位繼承 第二十四順位         | 下一順位： 魯卡斯·廷德爾          |